# 12972 Eumaios
A 12972 Eumaios (ideiglenes jelöléssel 1973 SF1) egy kisbolygó a Naprendszerben. Cornelis Johannes van Houten,  Ingrid van Houten-Groeneveld és Tom Gehrels fedezte fel 1973. szeptember 19-én.